# 南波杢三郎
南波 杢三郎（なんば もくさぶろう 1883年1月4日 - 1967年12月17日）は、日本の検察官。

## 来歴・人物
東京中学、三高を経て、1908年10月に東京帝国大学法学部法律学科独法科卒業。同年11月に司法官試補。石巻区裁判所・古川区裁判所各判事、前橋区裁判所検事などを経て、1916年に東京区裁判所兼東京地方裁判所検事に就任。以後、栃木県警察部長、福井県内務部長を経て、1924年12月に退官。1927年、時の内相・鈴木喜三郎により、内務省警保局長・山岡萬之助（のちの日本大学総長）とともに、警保局保安課長に任ぜられる。またこの件にて保安課長は奏任官から勅任官となる。特別高等警察の拡充、治安維持法の強化を図り、内務省の権限と影響力を強化した。1928年の三・一五事件における共産党弾圧、第一回普通選挙への干渉を招いた。